# La Sexorcisto: Devil Music, Vol. 1
La Sexorcisto: Devil Music Vol. 1, es el tercer disco de la banda heavy metal/groove metal estadounidense White Zombie, lanzado el 31 de marzo de 1992 a través de Geffen Records. El álbum marcó un importante punto de inflexión artístico y comercial para la banda. Después de contratar al guitarrista Jay Noel Yuenger, White Zombie pudo abrazar con éxito el sonido metal que habían perseguido desde Make Them Die Slowly (1989), al tiempo que incorporaba elementos basados en groove en su sonido a medida que se alejaban de sus raíces en el punk rock y del noise rock. El álbum fue el último de la banda en contar con el baterista Ivan de Prume.
El álbum fue un éxito comercial y de crítica para White Zombie tras el fracaso artístico de Make Them Die Slowly. La Sexorcisto se convirtió en el primer álbum de la banda en aparecer en el Billboard 200, alcanzando el puesto 26 en 1993. Los sencillos "Thunder Kiss '65" y "Black Sunshine" recibieron una gran rotación en la radio de rock y MTV, y a su vez fue el primer album de la banda en ser Nominado al Grammy a la Mejor Interpretación de Metal. El álbum ha sido certificado dos veces platino por la Recording Industry Association of America (RIAA) en Estados Unidos.

## Información del álbum
Su sonido es una mezcla de groove metal y heavy metal con clips de películas clase B. Rob Zombie explicó que "quiso mantener elementos groove bailable en su música", algo normalmente ausente en la música metal de esa época. Iggy Pop proporcionó una introducción hablada del sencillo "Black Sunshine".
En una entrevista de 2021, Sean Yseult reflexionó que la banda estaba influenciada por la música rap durante este tiempo, incluidos Ice-T, Run-D.M.C., LL Cool J y Public Enemy: "Rob estaba muy decidido a fusionar algunos de los ritmos de lo que estábamos escuchando en algunas de nuestras canciones, y funcionó bien".
Contrario a los rumores, nunca se planeó un "Devil Music, Vol. 2". Casi todas las canciones del álbum aparecieron en el videojuego de 1994 Way of the Warrior.

## Lista de canciones
1. "Welcome to Planet Motherfucker/Psychoholic Slag" 	6:21
2. "Knuckle Duster (Radio 1-A)" 	 0:21
3. "Thunder Kiss '65" 	 3:53
4. "Black Sunshine" 	 4:49
5. "Soul-Crusher" 	 5:07
6. "Cosmic Monsters Inc." 	 5:13
7. "Spiderbaby (Yeah-Yeah-Yeah)" 	 5:01
8. "I Am Legend" 	 5:08
9. "Knuckle Duster (Radio 2-B)" 	 0:25
10. "Thrust!" 	 5:04
11. "One Big Crunch" 	 0:21
12. "Grindhouse (A Go-Go)" 	 4:05
13. "Starface" 	 5:02
14. "Warp Asylum" 	 6:44

## Trivia
- Es el último álbum en que participó Ivan de Prume.
- Casi todas las canciones del álbum aparecen en el videojuego de 1994 Way of the Warrior.
- La cadena VH1 catalogó a la canción Thunder Kiss '65 en la ubicación 32.º dentro de su ranking Las 40 canciones más grandiosas del metal.
- La canción Thunder Kiss '65 aparece en la primera entrega del videojuego Guitar Hero, mientras que la canción Black Sunshine, aparece en el videojuego de la misma saga Guitar Hero III: Legends of Rock.

## Personal

### Banda
- Ivan de Prume - batería
- Sean Yseult - bajo, dirección artística, diseño
- Jay Noel Yuenger - guitarra
- Rob Zombie - voz, letras, ilustraciones, libreto

### Técnicos
- Kristin Callahan - fotografía
- David Carpenter - asistente de ingeniería
- Alison Dyer - fotografía
- Michael Golob - Photoshop
- Iggy Pop - Colaboración en ("Black Sunshine")
- Andy Wallace - productor, ingeniería, mezclas
- Howie Weinberg - masterización

## De las canciones

### "Welcome to Planet Motherfucker / Psychoholic Slag"
"Welcome to Planet Motherfucker / Psychoholic Slag" es el primer tema del álbum. Consta de 2 partes, la primera con su propio video musical.

#### Clips de sonido
- 0:25 - Explosión y rugidos (tomados del anime de 1989 "Urotsukidōji: Legend of the Overfiend").
- 1:48 - "Now let's move... let's take the back door" y el clip al final de la canción (de la película "Faster, Pussycat! Kill! Kill!" de 1965).
- 4:14 - "Do you have to open graves to find girls to fall in love with?" (de la película clásica de 1932 "La Momia - The Mummy", con Boris Karloff).
- 4:35 - "Get up and kill!" (de la película de 1978 "El amanecer de los Muertos - Dawn Of The Dead", de George A. Romero).

### "Knuckle duster (Radio 1-A)"
"Knuckle Duster (Radio 1-A)" es el segundo track, consiste en imitaciones de transmisiones de radio. Toma su nombre de un arma brass knuckles. Además contiene muchos clips de sonido de películas y canciones haciendo sentir que se está cambiando la estación en un viejo radio de transistores.

#### Clips de sonido
- 0:02 - "Ahorre, no compre sin visitar Emp" (anuncio en español de una tienda).
- 0:07 - "We know how fast we can go" (de la película "Faster, Pussycat! Kill! Kill!", de 1965).
- 0:17 - "These are the facts as we know them. There is an epidemic of mass murders being committed by a virtual army of unidentified assassins" (de la película de 1968 "La noche de los muertos vivientes - Night of the Living Dead", de George A. Romero).
- 0:17 - Sonido con gritos tomados de la película "Halloween", de John Carpenter, cuando la protagonista Jamie Lee Curtis es atacada por Michael Myers en un clóset.

### "Thunder kiss '65"
"Thunder Kiss '65" es el tercer track del álbum. Su video fue un éxito y le dio a la banda notoriedad y una nominación al Grammy por Best Metal Performance of 1993.

#### Clip de sonido
- 1:28 - "You're all shook up, aren't you baby?" (de la película "Faster, Pussycat! Kill! Kill!", de 1965).

### "Black sunshine"
"Black Sunshine" es el cuarto sencillo del álbum. A pesar de no haber tenido mucho éxito como sencillo, se convirtió en uno de los favoritos de los fanes, y aun en solitario Rob Zombie aún la interpreta en vivo. La introducción y el final es interpretado por Iggy Pop.

#### Clip de sonido
- 3:25 - "I work on this baby the same way, trying to get maximum performance" (de la película "Faster, Pussycat! Kill! Kill!", de 1965).

### "Soul-Crusher"
"Soul-Crusher" es el quinto sencillo del álbum.
Las frases "Speed kills, I'm alive yeah, in my Durango '95, yeah!" y "Motherfucker scream horrorshow!", hacen referencia a la película de 1971 La naranja mecánica, de Stanley Kubrick.
En el tema "Time a Diamond Ass right on my line", nuevamente Iggy Pop colabora con la frase "Burning like fat in the fire the smell of red, red kroovy (krovvy) screamed mega-flow; a stalking ground without prey. A flash of superstition whimpering like a crippled animal. Dogs of the Soul-Crusher pulling closer like the blue steel jaws of hell". Rob Zombien ha mencionado que esta fue la canción por la que Geffen Records se unió a las filas de la banda.

### "Cosmic Monsters Inc."
"Cosmic Monsters Inc." es el sexto track del álbum.

#### Clip de sonido
- 0:00 - "Meanwhile, behind the sad of this innocent-looking bookstore" (tomado de la clásica serie de 1966 "Batman", del episodio "Zelda The Great").
- 1:26 - "You're all shook up, aren't you baby?" (de la película "Faster, Pussycat! Kill! Kill!" de 1965).
- 3:20 - "They come from the bowels of hell" (de la película clásica de 1959 "Plan 9 del espacio exterior - Plan 9 from Outer Space", de Ed Wood).

### "Spiderbaby (Yeah-Yeah-Yeah)"
"Spiderbaby (Yeah-Yeah-Yeah)" es el séptimo sencillo del álbum. Toma el nombre directamente de la película de culto de 1968 "Spider Baby".

#### Clips de sonido
- 0:00 - Las campanas y el sonido ambiental son tomadas de la película "Hellbound: Hellraiser II", de Clive Barker.
- 2:23 - El cántico pertenece a la película "La Profecía" The Omen.
- 4:00 - Estos sonidos son tomados de la película "The Exorcist".

### "I am legend"
"I am legend" es el octavo sencillo cuyas líricas se basan en la novela de horror "Soy leyenda - I Am Legend", de Richard Matheson.

### "Knuckle duster (Radio 2-B)"
"Knuckle Duster (Radio 2-B)" similar al segundo tema del álbum.

#### Clips de sonido
- 0:00 - "Now, what we have to ask is why is it that God has admonished us to hate evil? Well, first of all, God loves" (sermón del Dr. Charles Stanley, Pastor de la mega iglesia "Primera Iglesia Bautista", en el norte de Atlanta, Georgia).
- 0:14 - "And strangled them and finally dismembered their bodies" (supuesta frase del asesino serial Jeffrey Dahmer).
- 0:20 - "Homelessness and all that" (clip del talk show "Rush Limbaugh").
- 0:21 - "And now, the voice you've been waiting for" (se desconoce el origen).

### "Thrust!"

#### Clips de sonido
- 0:00 - La introducción pertenece al manga "Urotsukidōji: Legend of the Overfiend".
- 1:50 - "It has been established that persons who has recently died has been returning to life and commenting acts of murder" (tomado de la película "La noche de los muertos vivientes - Night of the living dead", de George A. Romero).

### "One big crunch"

#### Clips de sonido
- 0:00 - La música de intro, pertenece a la película "La noche de los muertos vivientes - Night Of The living dead", de George A. Romero.
- 0:01 - "Only parts of the corpse had been removed" (de la película "La masacre de Texas - The Texas Chainsaw Massacre" de Tobe Hooper.

### "Grindhouse (A Go-Go)"
"Grindhouse (A Go-Go)" es el decimosegundo corte en el álbum. Esta canción aparece en la película "Hollywood ending" de Woody Allen.

### "Starface"
Última canción del álbum.

#### Clips de sonido
- 0:00 - "One. One is the beginning... Oh Herbert, you are stiff!" (tomados de la serie "Star Trek: The Original Series" del episodio ""The way to Eden").
- "X minus 5 seconds, 4, 3, 2, 1" (pertenece a la película de ciencia ficción de 1950 "Rocketship X-M").